# Art des Aborigènes d'Australie

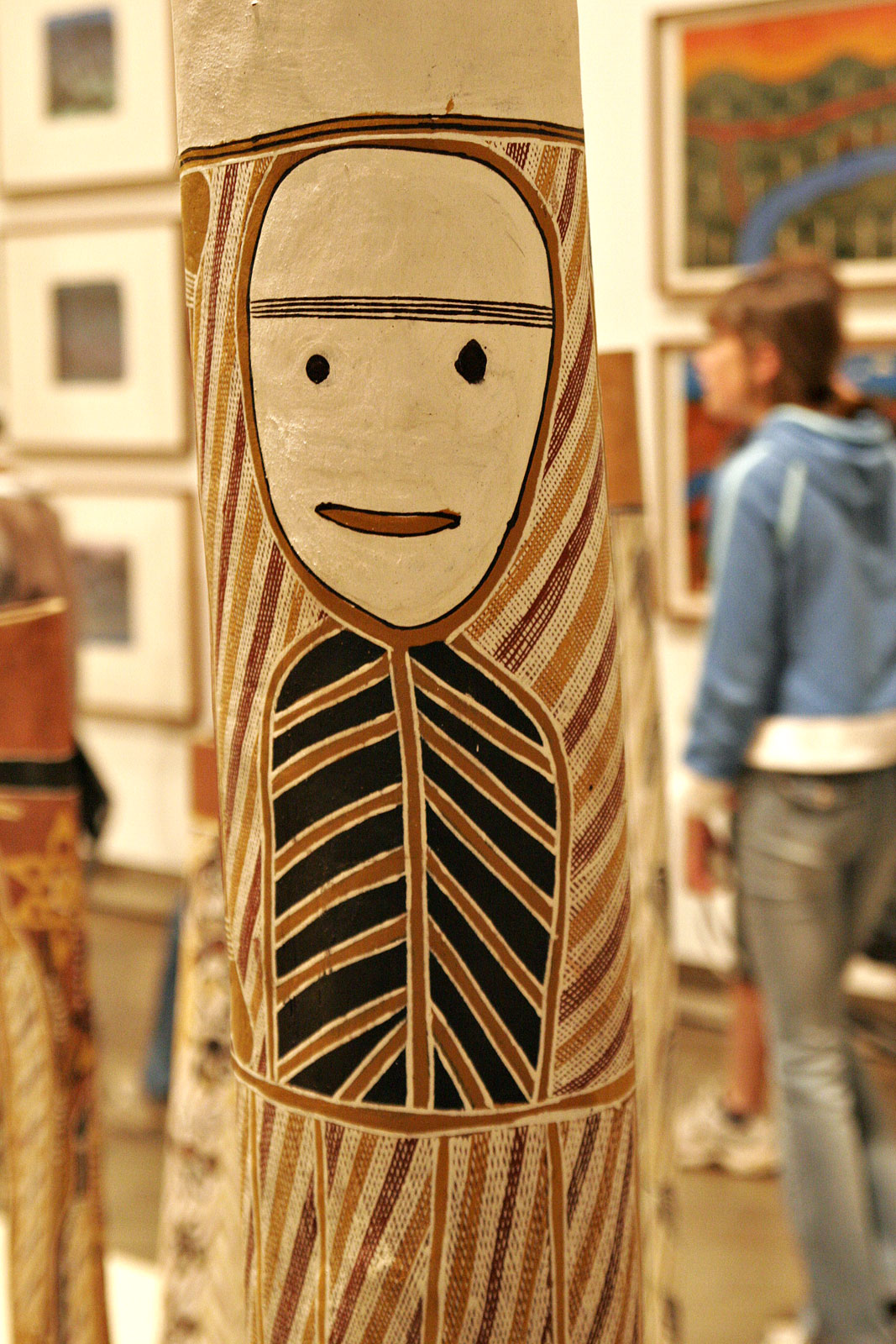
Bûche creuse de tombe aborigène.

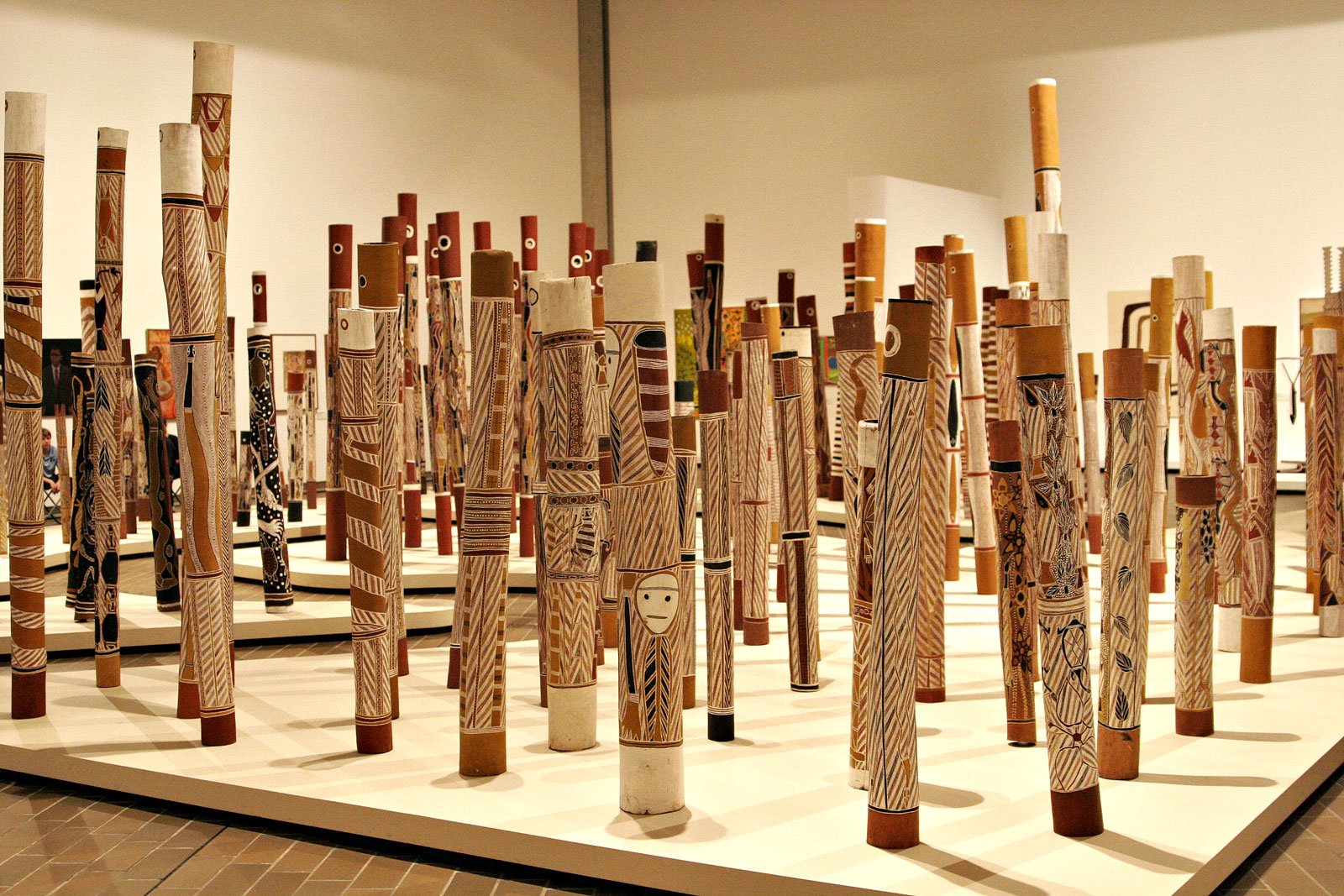
Mémorial aborigène à la NGA, le Torres Strait Islander.

Le terme art aborigène désigne aussi bien l'art des Aborigènes d'Australie qui précédèrent la colonisation que celui d'artistes aborigènes contemporains encore influencés par leur culture traditionnelle. Cela inclut la peinture, la gravure sur bois, la sculpture, les costumes de cérémonie, ou les décorations trouvées sur les outils ou les armes anciennes.
L'art est un élément clé dans la culture aborigène. Il est toujours lié à un territoire (itinéraire, site, grotte, point d'eau…) Les Aborigènes célèbrent, chantent, dansent, miment et peignent (ce que nous appelons « art » mais qui pour eux est d'abord spiritualité) pour actualiser l'esprit ancestral créateur du lieu (au sens topographique) et présentifier, réactiver cette énergie créatrice. En ce sens, célébrer, peindre ou chanter un territoire marque la propriété (au sens de responsabilité) d'un clan ou d'une personne. La créativité aborigène est sollicitée lors d'évènements historiques perturbants. De nouveaux rituels, chants, danses, peintures, peuvent alors être communiqués par rêves aux vivants par les esprits ancestraux. Ces nouvelles formes d'expression artistique viennent alors rejoindre l'énorme réservoir d'inspiration que constitue le Temps du Rêve. La création de l’École de Warmun (Turkey Creek) dans le Kimberley est un magnifique exemple de cette capacité. Elle permit aux Aborigènes d'exorciser le souvenir des massacres impunis perpétrés sur eux par les éleveurs blancs du Kimberley et de promouvoir l'esprit du « Two ways, two laws » (« Deux voies, deux lois »).
De rares teintures ocre ont aussi servi de monnaie d'échange dans le nord de l'Australie.

## Sculptures, gravures, dessins de sable
- Coquillages gravés.

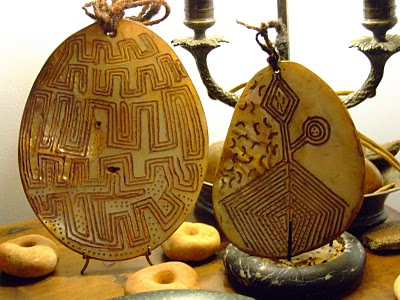
Nacre gravée, Lonka-Lonka aborigène.

Le plus souvent qualifiés de "Lonka-Lonka", les larges coquillages en nacre sont gravés de motifs figuratifs ou abstraits. Ils peuvent suggérer dans certains cas, les itinéraires sacrés des hommes-Tingari au cœur du désert, les zigzags du tonnerre et de la pluie, le Rêve de la baleine Min-Nimb, les mouvements de l'eau, les effets des marées, des traces laissées sur le sable à basse eau ou la symbolique des mouvements d'un serpent sur le sol.
L'usage du silex, puis des outils en métaux avec l'arrivée des Occidentaux sur le continent, a permis d'affiner les motifs portés sur la nacre.
Ces objets, issus de la région du Kimberley près de la côte à Broome, furent exportés sur l'ensemble du continent au fil des échanges commerciaux et des pistes chantées.
Les coquillages étaient portés au niveau du cou ou comme cache-sexe, l'ensemble ajusté sur le corps à l'aide d'une cordelette tressée en cheveux.
- Représentations de Mimis : petites créatures mythologiques. Ils sont si légers qu'ils ne sortent pas les jours de vent, sous peine de s'envoler comme des feuilles. Quand les hommes les approchent, ils s'enfuient dans les crevasses des rochers. S'il n'y en a pas, les rochers s'ouvrent et se referment derrière eux.
- Colliers et bijoux.
- Paniers tressés.

## Aspects religieux et culturel de l'art aborigène
Presque toujours, l'art aborigène traditionnel se rapporte au Temps du rêve mythologique, qui remonte à plusieurs siècles si ce n'est plusieurs milliers d'années, dans une sorte de continuité historique où le présent et le passé ne cessent de se conjuguer et se réinventer. Un rêve "ancestral" va ainsi se développer et s'étoffer de la mémoire des nouvelles générations et des évènements marquants comme indiqué plus haut. Plusieurs puristes modernes affirment que si une œuvre n'a pas un côté spirituel, alors ça n'est pas du « vrai » art aborigène. Wenten Rubuntja, un peintre de paysages aborigène dit qu'il est difficile de trouver un art qui soit exempt de tout contenu spirituel :

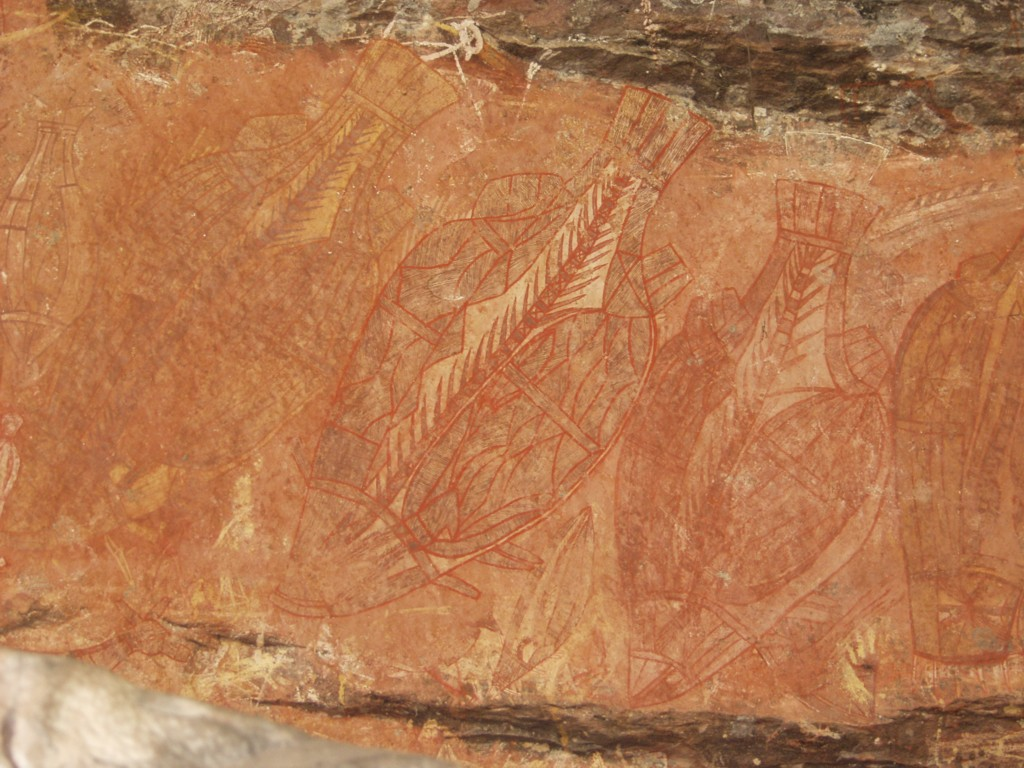
représentations de perches Barramundi.

« Quel que soit le type de peinture fait dans ce pays, elle appartient toujours au peuple, à tout le monde. C'est un culte, un travail, une culture. C'est un rêve. Il y a deux manières de peindre, et les deux sont importantes parce que c'est la culture. »

— The Weekend Australian Magazine, avril 2002

### Dégradation des sites
Beaucoup de sites importants de peinture rupestre aborigène ont été progressivement désacralisés et détruits par l'arrivée des colons et des touristes d'aujourd'hui. Des dessins ont été détruits lors de travaux de construction, par l'érosion ou par les graffitis. Plusieurs sites maintenant nationaux doivent être surveillés par des gardes ou ont même été fermés définitivement au public.

## Les artistes aborigènes contemporains
L'art aborigène s'affirmait avant tout comme un art collectif. Il y avait bien un propriétaire du Rêve pour son côté homme et pour son côté femme, dans une sorte de complémentarité, mais chacun à chaque génération jouait plus un rôle humble de passeur de mémoire. La peinture consistait juste en un support puissant le temps d'une cérémonie, sans attirer un intérêt spécifique une fois le rite terminé. Les peintures sur le sable étaient détruites, celles sur écorces brulées ou réutilisées, les motifs sacrés ne devant pas être visibles en particulier par des non-initiés.
L'art aborigène contemporain porte une attention particulière à l'attachement au territoire, à sa lecture, à la préservation discrète des signes sacrés, camouflés derrière des points ou des pigments. Les premières peintures "modernes" devaient ainsi passer devant le cercle des anciens pour obtenir un aval avant d'être proposées sur le marché de l'art.

### Naissance d'individualités
L'art aborigène a progressivement cédé la place à des œuvres plus pérennes et innovantes. La grammaire picturale classique des rêves et représentations a progressivement offert de nouveaux terrains d'exploration et de créativité aux artistes grâce aux nouveaux supports (toile de lin, verre, bronze…) et matériaux (aquarelle, acrylique, film PVC pour protéger les pigments naturels des écorces peintes).
L'époque contemporaine a favorisé la naissance d'individualité chez les artistes aborigènes. De nouveaux styles bien identifiables sont apparus. Contrairement au passé, à la lecture d'une toile il devient évident que celle-ci est l'œuvre de tel artiste ou de tel autre. Le marché de l'art mise sur ces individualités et invite les peintres à signer leurs créations d'une écriture hésitante ou d'une simple croix, une photo numérique attestant de temps à autre de cet acte.
En 1934, le peintre australien Rex Batterbee enseigna à plusieurs autres artistes aborigènes, dont Albert Namatjira, lors de la mission Hermannsburg, la peinture de paysages à l'aquarelle dans le style occidental. Ce genre devint populaire, et il y eut des expositions à Melbourne, Adelaide et d'autres grandes viles. Albert Namatjira devint, grâce à la popularité gagnée par ses tableaux, le premier citoyen aborigène d'Australie.
En 1966, un dessin de David Malangi fut utilisé sur les billets australiens d'un dollar, au départ sans qu'il le sache. Le paiement qu'il reçut de la Reserve Bank en compensation en fit la première affaire de droits d'auteur aborigène de la loi australienne.
En 1971-1972, le professeur d'art Geoffrey Bardon encouragea les habitants aborigènes de Papunya, au nord-ouest d'Alice Springs, à transposer leurs mythes sur le Temps du rêve sur toiles. Après avoir été dessinés sur le sable du désert, ceux-ci allaient recevoir une forme durable. Finalement, le style utilisé finit par devenir le plus reconnaissable de la peinture aborigène (la peinture « à points »). Beaucoup des peintures aborigènes que l'on trouve dans les boutiques de souvenirs montrent l'influence de ce style développé à Papunya. L'artiste le plus célèbre de ce mouvement fut sans doute Clifford Possum Tjapaltjarri, ainsi que Johnny Warangkula, dont Water Dreaming at Kalipinya se vendit par deux fois à un prix record (486 500 dollars la seconde fois, en 2000).
En 1983, les Aborigènes Warlpiri, à Yuendumu, se mirent à peindre les 36 portes de l'école de la ville d'histoires tirées de ce mythe, et commencèrent ainsi un mouvement artistique. En 1985 l'association d'artistes de Warlukwlangu fut fondée à Yuendumu, qui coordonnerait les peintres des environs. Paddy Japaljarri Stewart est le peintre le plus célèbre issu de cette époque.
En 1988, un mémorial, le Torres Strait Islander, fut ouvert à la National Gallery of Australia à Canberra. Fait de 200 cercueils de bois similaires à ceux utilisés pour les cérémonies mortuaires sur l'île d'Arnhem, il commémorait les victimes aborigènes durant les conflits lors de la colonisation. Le passage au centre représente la Glyde River. 43 artisans venus de Ramingining et de communautés voisines y contribuèrent.
À la fin des années 1980 et au début des années 1990, les travaux d'Emily Kame Kngwarreye gagnèrent en notoriété. Malgré toute sa vie passée à travailler dans l'art et l'artisanat, elle ne connut la popularité qu'à l'âge de 80 ans. Elle venait de la communauté d'Utopia, au nord-est d'Alice Springs. Elle ne se mit à la peinture qu'à la fin de sa vie, changeant de style tous les ans. Ses travaux sont souvent perçus comme un mélange d'art aborigène traditionnel et contemporain. Sa nièce Kathleen Petyarre est également l'une des plus importantes artistes aborigènes de sa génération.
Rover Thomas est un autre artiste contemporain aborigène. Né en Australie-Occidentale, il représenta l'Australie à la Biennale de Venise de 1990. Il eut des relations avec Queenie McKenzie, de la région d'East Kimberley, et l'encouragea aussi à peindre.
Parmi les artistes aborigènes apparus au XXIe siècle, l'une des plus étonnantes est Sally Gabori, née en 1924, qui a également représenté l'Australie à la Biennale de Venise en 2013,,.

## Une innovation nourrie de tradition
De nombreux autres artistes continuent d'émerger des différentes communautés aborigènes, inventant la tradition au sens d'un trésor que l'on découvre. Ils utilisent d'un côté des codes couleurs plus audacieux, offerts par leur nouvel environnement sur les côtes australiennes.
Les Aborigènes ont en effet progressivement quitté le bush central aujourd'hui de moins en moins habitable en raison de l'assèchement progressif des nappes phréatiques du désert. Ainsi des pigments plus "osés" invitent à ré-interpréter les rêves des anciens avec les teintes des fleurs, des algues, de l'écume de l'océan qui rappellent également si bien celle des lacs salés au cœur du continent. La communauté de Bidyandanga près de Broome joue par exemple un rôle précurseur dans cette dynamique de créativité et de rupture.
Sur les terres de Maningrida, de nombreux artistes conservent et transmettent la mémoire des mythes au travers d'œuvres de plus en plus codifiées et abstraites. Les créations de John Mawurndjul inspirent toute une nouvelle génération et résonnent bien au-delà de l'Australie comme sur les plafonds de la librairie ou sur une colonne du Musée du Quai Branly, peintes par l'artiste.
En 2006, le photographe larrakia Gary Lee, exposé dans une salle réservée aux adultes d'un festival d'art aborigène, dut retirer ses clichés de nudité de la vue du public à la suite de l'indignation de « cinq employés blancs de classe moyenne » selon lesquels l'œuvre homoérotique de Lee n'avait pas sa place dans une exposition d'art aborigène.

## L'art comme manifeste politique
Jeunes ou moins jeunes, de 26 ans (comme Daniel Walbidi de Bidyandanga par exemple) ou aux plus anciens octogénaires des communautés, les artistes aborigènes n'oublient pas leur rôle pédagogique et enseignent aux plus jeunes l'art de peindre, souvent au détriment de leurs propres créations.
Si l'art aborigène a permis de récupérer des terres hier, il s'avère aujourd'hui bien souvent comme un des seuls vecteurs naturels permettant aux jeunes générations de trouver une place dans la société.
L'art fut hier un manifeste politique pour la reconnaissance des aborigènes, il devient presque aujourd'hui un passeport économique, dont le chiffre d'affaires annuel s'avère de plus en plus important et induit des excès.
L'art aborigène reste le témoin d'une culture fragile. Autour des années 2000, les anciens à l'origine de cette renaissance artistique continuent de s'éteindre et la relève des jeunes générations s'avère bien timide. Pourtant les artistes du bush portent en témoin les mythes de leurs ancêtres, d'une des dernières cultures nomades de chasseurs-cueilleurs, comme un chaînon manquant avec nos origines. Des Aborigènes invités dans la grotte de Lascaux s'émurent des peintures représentées, suggestives également pour eux et demandèrent au guide : "Y a-t-il quelqu'un pour nous expliquer le sens de ces représentations ?".

## Enquête du Sénat Australien
Quelques difficultés émaillèrent le marché de l'art aborigène ces dernières années avec des hommes d'affaires qualifiés de "carpet-baggers", exploitant la naïveté d'artistes souvent âgés, invités à peindre sous la contrainte, ou en compensation de dettes imaginaires.
Confronté à ces évènements pénalement répréhensibles et de plus en plus médiatisés, le Sénat Australien final report a tenté de protéger la création aborigène d'approches trop mercantiles grâce à 29 recommandations publiées le 21 juin 2007.
Les artistes aborigènes de leur côté continuent de s'organiser au sein de communautés artistiques souvent auto-gérées. Celles-ci protègent leurs droits, leur assurent un juste prix pour une toile, et conservent une petite réserve pour les achats du matériel collectif nécessaire à la création.
Un droit de suite sur les œuvres a également été institué afin que l'artiste de son vivant ou ses descendants profitent des plus-values potentielles générées par les ventes successives.

## Artistes clefs aborigènes contemporains
- Richard Bell
- Gordon Bennett
- Nyurrapaya Bennett Nampinjimpa
- Nancy Gibson Napanangka
- Philip Gudthaykudthay
- Michael Nelson Jagamarra (Tjakamarra)
- Paddy Japaljarri Stewart
- Lily Karedada
- Abie Loy Kemarre
- Emily Kngwarreye
- John Mawurdjul
- Albert Namatjira
- Eileen Napaljarri
- Dorothy Napangardi
- Mitjili Napurrula
- Ningura Napurrula
- Dennis Nona
- Naata Nungurrayi
- Lin Onus
- Rusty Peters
- Kathleen Petyarre
- Clifford Possum Tjapaltjarri
- Gabriella Possum Nungurrayi
- Minnie Pwerle
- Nancy Ross Nungurrayi
- Dave Ross Pwerle
- Wenten Rubuntja
- Rover Thomas
- Freddie Timms
- Kenny Williams Tjampinjimpa
- Paddy Lewis Tjapanangka
- Charlie Tjapangati
- Daniel Walbidi

- APY Art Centre Collective

## Sites importants d'art aborigène
- Kakadu
- Uluru
- Bradshaws
- Tribal Art

## Musées d'art aborigène
Le Musée d'art aborigène d'Utrecht (Hollande) est le premier musée consacré entièrement à l'art aborigène en Europe. Il offre la particularité d'inviter un dialogue entre l'art contemporain et l'art aborigène afin de souligner la proximité, les fertilisations croisées et la presque symbiose entre ces deux dimensions aujourd'hui. Le musée est fermé depuis le 1er août 2017.
Le Musée d'art aborigène australien "La grange" à (Neuchâtel, Suisse), dans le cadre de la Fondation Burkhardt-Felder, est l'un des très rares musées européens à se consacrer uniquement à cette forme d'art. Des expositions temporaires annuelles présentent dans un cadre éblouissant les chefs-d'œuvre d'artistes aborigènes de renommée internationale.
Le Berndt Museum of Anthropology de l'Université d'Australie-Occidentale possède la plus belle collection d'art aborigène au monde. Avec plus de 12 000 œuvres et 40 000 photographies, il continue chaque année sa collecte.
Un musée et centre d'art Buku-Larrnggay Mulka se situe dans la ville d'Yirrkala, une petite communauté aborigène au Nord-est du Territoire du Nord, approximativement à 700 km à l'est de Darwin. Il est entièrement consacré à l'art et la culture aborigène du nord de l'Australie.
Le centre d'art Maningrida Arts & Culture (centre MAC) est installé dans la communauté de Maningrida qui se trouve au centre de la Terre d’Arnhem, au nord de l’Australie. MAC représente les œuvres de plus de 700 artistes résidant dans la région de Maningrida, qui s’étend sur plus de 10 000 kilomètres carrés. La plupart des artistes habitent dans une des 32 outstations ou campements isolés autour de Maningrida.

### Documentation tous supports
- Margo Birnberg, What is aboriginal art?, Marleston, Australia, JB Publishing, 2018, 36 p.  (ISBN 1876-622-660)
- Wally Caruana (trad. de l'anglais), L'Art des Aborigènes d'Australie, Londres/Paris, Thames & Hudson, 1994, 216 p. (ISBN 978-2-87811-078-4, BNF 35724275)
- (fr) (en) Tribal Art Magazine - Magazine trimestriel spécialisé dans les Arts d'Afrique, d'Océanie, d'Asie et d'Amérique
- Sylvie Crossman (dir.) et Jean-Pierre Barou (dir.), Peintres aborigènes d'Australie : exposition produite par l'établissement public du Parc et de la Grande halle de la Villette, Paris, 25 novembre 1997-11 janvier 1998, Montpellier, Indigène éditions, 1997, 125 p. (ISBN 978-2-911939-03-7, BNF 37620805)
- Pierre Grundmann, Wally Caruana, Barbara Glowczewski, Jessica De Largy Healy, Arnaud Morvan et Stephane Jacob, Aborigènes : collections australiennes contemporaines du musée des Confluences, Lyon, Fage, 2009, 167 p. (ISBN 978-2-84975-153-4, BNF 41449963)
- Morphy, Howard (trad. de l'anglais), L'art aborigène, Londres, Phaidon, coll. « Art et idées », 2003, 447 p. (ISBN 978-0-7148-9305-1, BNF 38979244) 22 cm.
- Stéphane Jacob, Pierre Grundmann et Maïa Ponsonnet, La peinture aborigène, Paris, Nouvelles éditions Scala, 2012, 126 p. (ISBN 978-2-35988-073-1, BNF 42801954) 21 cm.
- Perlein, Gilbert (trad. de l'anglais), Peinture aborigène contemporaine des déserts du Centre et de l'Ouest australiens : collection Marc Sordello & Francis Missana : exposition, Nice, MAMAC, 9 novembre 2007-10 février 2008, Londres, Nice Musées, 2007, 96 p. (ISBN 978-0-7148-9305-1, BNF 38979244) 31 cm.
- Alain Nicolas (dir.), Paysages rêvés : artistes aborigènes contemporains de Balgo Hills (Australie occidentale) : Exposition, Marseille, musée d'Arts Africains, Océaniens, Amérindiens ; Galeries Gaston Defferre-Centre de la Vieille Charité, 5 juin-3 octobre 2004, Gand, Snoeck, 2004, 128 p. (ISBN 978-90-5349-497-4, BNF 39250088) 30 cm.
- DVD 26 min : Ludovic Segarra (dir.), Arts du mythe : peinture aborigène australienne, ARTE Vidéo, 2010
- DVD 53 min : Barker, Wayne Jowandi (dir.), Milli, Milli, CERIMES, 2007
- CD : Bugarrigarra : Le rêve aborigène, Buda, coll. « Musique du monde », 2002
- Exposition du Musée du Quai Branly sur la peinture aborigène

### Ouvrages pour la jeunesse
- Marine Degli et Olivier Morel, L'art aborigène, Paris, Ed. courtes et longues, 2010, 50 p. (ISBN 978-2-35290-067-2, BNF 42347779) 28 cm.